# هولي كينغ
هولي كينغ (بالإنجليزية: Holly King)‏ (13 مارس 1991 بآشبورن في الولايات المتحدة - ) هي لاعبة كرة قدم أمريكية في مركز الوسط. لعبت مع واشنطن سبيريت.

## وصلات خارجية
- هولي كينغ على موقع قاعدة بيانات كرة القدم.إي يو (الإنجليزية)
- هولي كينغ على موقع Soccerway.com (الإنجليزية)
- هولي كينغ على موقع عالم كرة القدم.نت (الإنجليزية)